# متهرب
المتهرب أو الكسول (بالأنجليزية: Slacker) هو الشخص الذي يتجنب العمل بشكل معتاد أو يفتقر إلى أخلاقيات العمل.

## أصل
وفقًا لمصادر مختلفة، يعود مصطلح المتهرب إلى حوالي عام 1790 أو 1898. اكتسب "المتهرب" بعض الاعتراف خلال مشروع الجزيرة البريطاني في أوائل القرن العشرين وحتى منتصفه، عندما احتج العمال السودانيون على عجزهم النسبي من خلال العمل بخمول، وهو شكل من أشكال الاحتجاج يُعرف باسم "التهرب من العمل".

## حروب العالم

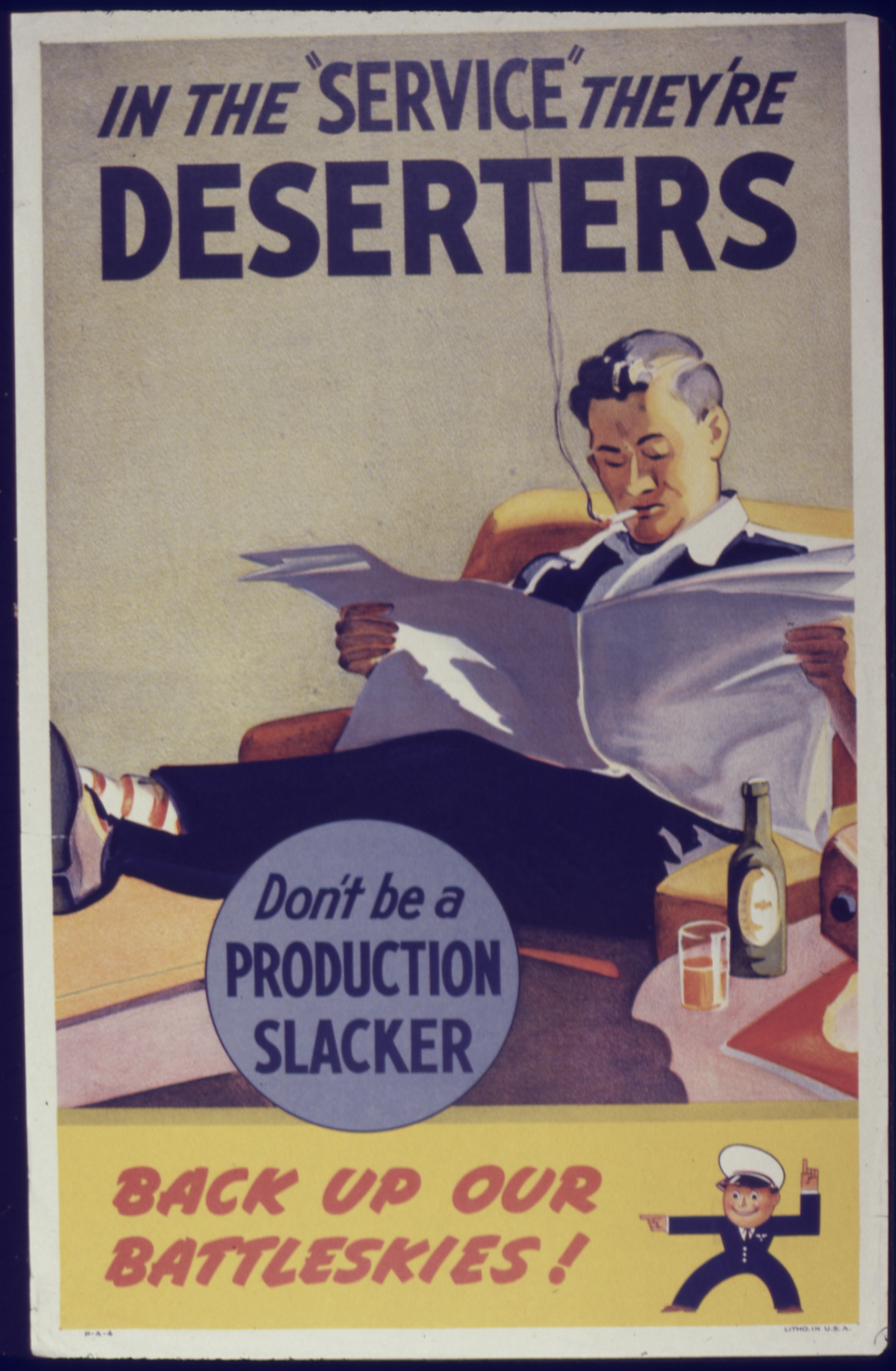
ملصق أمريكي عام 1942 يحذر من التراخي في مكان العمل.

في الولايات المتحدة خلال الحرب العالمية الأولى، تم استخدام كلمة "المتهرب" بشكل شائع لوصف شخص لم يشارك في المجهود الحربي، وتحديدًا الشخص الذي تجنب الخدمة العسكرية، وهو ما يعادل المصطلح اللاحق المراوغ من الخدمة العسكرية. كانت محاولات تعقب هؤلاء المتهربين تسمى الغارات المتكاسلة. خلال الحرب العالمية الأولى، ناقش السيناتور الأمريكي مايلز بويندكستر ما إذا كانت التحقيقات "لفصل الجبناء والمتهربين عن أولئك الذين لم ينتهكوا التجنيد" قد تمت إدارتها بشكل صحيح. كان العنوان الرئيسي لصحيفة سان فرانسيسكو كرونيكل في 7 سبتمبر 1918 هو: "المتهرب مصبوغ في برميل من الطلاء". تم استخدام هذا المصطلح أيضًا خلال فترة الحرب العالمية الثانية في الولايات المتحدة. في عام 1940، نقلت مجلة تايم عن الجيش الأمريكي قوله في إدارة التجنيد العسكري بكفاءة: "الحرب لن تنتظر بينما يلجأ كل متكاسل إلى نداءات لا نهاية لها".

## تطور
إن التحول في استخدام كلمة "slacker" من معناها المتعلق بالمسودة إلى معنى أكثر عمومية لتجنب العمل غير واضح. في أبريل 1948، أشارت صحيفة نيو ريبابليك إلى "الاستياء من الضرائب المفروضة على مساعدات المتهربين". مقال يتتبع تطور معنى مصطلح "Slacker" في دعاوى التشهير بين الحرب العالمية الأولى و2010، بعنوان عندما كانت (Slacker) كلمة قذرة: التشهير والمراوغة خلال الحرب العالمية الأولى، كتبه المحامي ديفيد كلوفت للعلامة التجارية ومدونة قانون حقوق النشر.

## أواخر القرن العشرين وما بعده
حقق المصطلح شعبية متجددة بعد استخدامه في فيلم 1985 العودة إلى المستقبل حيث يشير السيد ستريكلاند، شخصية جيمس تولكان، بشكل مزمن إلى مارتي ماكفلي، ووالده جورج ماكفلي، وبيف تانين، ومجموعة من المراهقين الجانحين باسم "الكسالى" اكتسبت عرضًا لاحقًا من أغنية (Superchunk) المنفردة عام 1989 "Slack Motherfucker"، وفيلم (1990 Slacker) . تمت ملاحظة المسلسل التلفزيوني روكس "لتصويره لأسلوب الحياة المتكاسل في أوائل التسعينيات".
أصبح المتهرب يستخدم على نطاق واسع في التسعينيات للإشارة إلى نوع من الشباب اللامبالي الذين كانوا ساخرين وغير مهتمين بالقضايا السياسية أو الاجتماعية وكصورة نمطية لأعضاء الجيل إكس. علق ريتشارد لينكلاتر، مخرج فيلم 1990 المذكور آنفًا، على معنى المصطلح في مقابلة عام 1995، قائلاً: "أعتقد أن التعريف الأرخص للكسالى هو شخص كسول، يتسكع، لا يفعل شيئًا. "أود تغيير ذلك إلى شخص لا يفعل ما هو متوقع منه. شخص يحاول أن يعيش حياة مثيرة للاهتمام، ويفعل ما يريد القيام به، وإذا استغرق ذلك وقتًا للعثور عليه، فليكن."
المصطلح له دلالات "اللامبالاة واللا هدف". كما أنها تستخدم للإشارة إلى الشخص المتعلم الذي يتجنب العمل، ربما كموقف مناهض للمادية، والذي قد يُنظر إليه على أنه غير محقق للإنجاز.
كان "الكسالى" موضوعًا للعديد من الأفلام والبرامج التلفزيونية، وخاصة الكوميدية. تشمل الأمثلة البارزة الأفلام:
- متكاسل
- الكسالى
- بائعين
- ([18] ألة زمن الحوض الساخن)
- (القبة الحيوية)
- أنت وأنا ودوبري
- حفلة توديع العزوبية
- المشارب
- ويثنايل وأنا
- المدرسة القديمة.
- يوم عطلة فيريس بيولر.
- اكتشاف القطار (فيلم).
- منزل الحيوانات.
- بيل وتيد.

بالإضافة إلى البرامج التليفزيونية (Freaks and Geeks) و (Spaced) و (The Royle Family).
تمثل مجلة (The Idler)، وهي مجلة بريطانية تأسست عام 1993، بديلاً لأخلاقيات العمل في المجتمع المعاصر وتهدف إلى "إعادة الكرامة إلى فن التسكع".

## أنظر أيضا
- الملل، حالة من الخمول.
- العقلية الشبيهة ببوذا، مصطلح صيني يشير إلى الأشخاص الذين يرفضون سباق الفئران.
- متناقض.
- طوب الذهب, الركود السيبراني.
- العبث ، والانخراط في التسلية مع إهمال الالتزامات.
- هيكيكوموري ، مصطلح ياباني يعني الانسحاب من الحياة الاجتماعية.
- NEET ، "ليس في التوظيف أو التعليم أو التدريب".
- المماطلة ، وتأجيل المهام الوشيكة إلى وقت لاحق.
- التراخي.
- الكسل (الخطيئة المميتة).
- تانغ بينغ ("الاستلقاء").